# جام بین قاره‌ای ۱۹۷۶
جام بین قاره‌ای ۱۹۷۶ شانزدهمین دوره از جام بین قاره‌ای فوتبال بود که بین باشگاه بایرن مونیخ، قهرمان جام باشگاه‌های اروپا ۷۶–۱۹۷۵، و باشگاه کروزیرو، قهرمان جام لیبرتادورس ۱۹۷۶ برگزار شد.

## تیم‌ها
| تیم         | نحوه صعود                          | حضور قبلی |
| ----------- | ---------------------------------- | --------- |
| بایرن مونیخ | قهرمان جام باشگاه‌های اروپا ۷۶–۱۹۷۵ | اولین بار |
| کروزیرو     | قهرمان جام لیبرتادورس ۱۹۷۶         | اولین بار |

## خلاصه بازی
بایرن مونیخ از میهمانان برزیلی خود برای بازی رفت در ۲۳ نوامبر ۱۹۷۶ پذیرایی کرد. کارکنان زمین تصمیم گرفتند با یک جت آب با لایه ضخیم برفی که زمین ورزشگاه المپیک را پوشانده بود مقابله کنند، اما این اقدام نابخردانه فقط اوضاع را بدتر کرد و سطح بازی تقریباً شبیه یک پیست یخ بود. علیرغم شرایط قطب شمال، جمعیت ۲۰،۰۰۰ نفری خود را به سمت زمین رساندند تا شاهد چرخش کروزیرو در نمایش زنده‌تر باشند. پیش از اینکه گرد مولر گل اول را به ثمر برساند، نیروهای دفاعی ورزشگاه ثابت قدم بودند. ۱۰ دقیقه مانده به پایان بازی، اولی هونس از زمین بازی اخراج شد و دو دقیقه بعد، یوپ کاپلمان گل دوم را برای بایرن به ثمر رساند.
مونیخ سه روز قبل از کریسمس برای بازی بازگشت به برزیل سفر کرد. تیم آلمانی با جت لگ و تنها پس از چهار ساعت در رختخواب، وارد جوی باورنکردنی شد که ۱۱۷،۰۰۰ جمعیت به دنبال دفاع از برتری خود بودند. دروازه‌بان سپ مایر و لیبرو فرانتس بکن‌باوئر در فرم فوق‌العاده‌ای بودند و باواریایی‌ها با یک تساوی بدون گل جام را به دست آوردند.

## بازیکن کلیدی
تا به امروز، میله‌های مونیخ بر سر شایستگی‌های نسبی فرانتس بکن‌باوئر و گرد مولر، که یکی یک استراتژیست تمام عیار و دیگری یک گلزن کاملاً بی‌رحم است، طنین انداز شده است. «قیصر»، تجسم هنر گمشده از همه‌چیز و موقعیت لیبروی رویایی، مهم‌ترین تأثیر بر فلسفه بازی بایرن در این دوران بود، اما او هرگز نمی‌توانست چنین کلکسیون مدال‌های درخشانی را بدون قدرت ضربه‌آور خارق‌العاده مولر که باعث زدن گل اول بازی شد جمع‌آوری کند. در آن زمین لغزنده، مولر دراز کشید و به نوعی با پای چپش به توپ رسید. با این حال، او که می‌دانست تقریباً مطمئن است که پای خود را روی یخ استادیوم المپیک از دست خواهد داد، به نحوی شاهکار شگفت انگیزی را انجام داد که توپ را پشت سر خود می‌کشید، می‌چرخید و با پای راست خود گوشه پایینی را پیدا می‌کرد. مولر همه اینها را در یک حرکت مدیریت کرد، زیرا در غیر این صورت تعادل خود را از دست می‌داد و فرصت را از دست می‌داد.

## سرمربی
مردم فوتبال آلمان، دتمار کرامر را با نام «ناپلئون» می‌شناختند. فرانتس بکن‌باوئر با احترام او را «پروفسور» خطاب می‌کند، نشانه‌ای از احترام که قیصر هنوز از آن استفاده می‌کند. کرامر در دو نوبت قبل از پیروزی مقابل کروزیرو، بایرن را به قهرمانی در جام باشگاه‌های اروپا رساند و بنابراین به عنوان یکی از موفق‌ترین مربیان تاریخ باشگاه شناخته می‌شود. کرامر که قبل و بعد از حضورش در بایرن در چندین کشور مختلف مربیگری کرده و دارای نشان لیاقت فدرال آلمان و دو مقام استادی افتخاری است، ادعا کرد که در طول یک حرفه بسیار متنوع یک حقیقت بزرگ را آموخته است: "من آموخته‌ام. هیچ کس نمی‌تواند تشخیص دهد که آیا کسی یک فرد خوب یا بد است، فقط به این دلیل که او سیاه، سفید، زرد، قرمز یا سبز است.»

## بازی رفت
| بایرن مونیخ              | ۲–۰   | کروزیرو |
| ------------------------ | ----- | ------- |
| - مولر ۸۰' - کاپلمان ۸۲' | گزارش |         |

| بایرن مونیخ | کروزیرو |

|             |    |                           |  |
|             |    |                           |  |
| GK          | ۱  | سپ مایر                   |  |
| DF          | ۲  | بیورن آندرشون             |  |
| DF          | ۳  | اودو هورسمن               |  |
| DF          | ۴  | هانس گئورگ شوارتزنبک      |  |
| DF          | ۵  | فرانتس بکن‌باوئر (کایپتان) |  |
| MF          | ۶  | برند دورنبرگر             |  |
| FW          | ۷  | کارل-هاینتس رومنیگه       |  |
| MF          | ۸  | کونی تورستنسون            |  |
| FW          | ۹  | گرد مولر                  |  |
| FW          | ۱۰ | اولی هونس                 |  |
| MF          | ۱۱ | یوپ کاپلمان               |  |
| سرمربی:     |    |                           |  |
| دتمار کرامر |    |                           |  |

|            |    |                        |  |     |
|            |    |                        |  |     |
| GK         | ۱  | رائول پلاسمان          |  |     |
| DF         | ۴  | نلینیو                 |  |     |
| DF         | ۳  | مورایس                 |  |     |
| DF         | ۲  | اوسیریس                |  |     |
| DF         | ۶  | واندرلی                |  |     |
| MF         | ۵  | ویلسون پیازا (کایپتان) |  |     |
| MF         | ۸  | زی کارلوس              |  |     |
| MF         | ۹  | پالینا                 |  |     |
| FW         | ۱۰ | ادواردو                |  |     |
| FW         | ۷  | جرزینیو                |  |     |
| FW         | ۱۱ | ژوازینیو               |  | '80 |
| تعویض‌ها:   |    |                        |  |     |
| FW         | ۱۶ | دیرکئو لوپز            |  | '80 |
| سرمربی:    |    |                        |  |     |
| ززه موریرا |    |                        |  |     |

## بازی برگشت
| کروزیرو | ۰–۰   | بایرن مونیخ |
| ------- | ----- | ----------- |
|         | گزارش |             |

| کروزیرو | بایرن مونیخ |

|            |    |                        |  |     |
|            |    |                        |  |     |
| GK         | ۱  | رائول پلاسمان          |  |     |
| DF         | ۴  | نلینیو                 |  |     |
| DF         | ۳  | مورایس                 |  |     |
| DF         | ۲  | اوسیریس                |  |     |
| DF         | ۶  | واندرلی                |  |     |
| MF         | ۵  | ویلسون پیازا (کایپتان) |  | '30 |
| MF         | ۸  | زی کارلوس              |  |     |
| MF         | ۹  | پالینا                 |  |     |
| FW         | ۱۰ | دیرکئو لوپز            |  | '46 |
| FW         | ۷  | جرزینیو                |  |     |
| FW         | ۱۱ | ژوازینیو               |  |     |
| تعویض‌ها:   |    |                        |  |     |
| DF         | 13 | پابلو فورلان           |  | '46 |
| FW         | 14 | ادواردو                |  | '30 |
| سرمربی:    |    |                        |  |     |
| ززه موریرا |    |                        |  |     |

|             |    |                           |  |     |
|             |    |                           |  |     |
| GK          | ۱  | سپ مایر                   |  |     |
| DF          | ۲  | بیورن آندرشون             |  |     |
| DF          | ۳  | اودو هورسمن               |  |     |
| DF          | ۴  | هانس گئورگ شوارتزنبک      |  |     |
| DF          | ۵  | فرانتس بکن‌باوئر (کایپتان) |  |     |
| MF          | ۶  | سپ ویس                    |  |     |
| FW          | ۷  | کارل-هاینتس رومنیگه       |  | '85 |
| MF          | ۸  | کونی تورستنسون            |  |     |
| FW          | ۹  | گرد مولر                  |  |     |
| FW          | ۱۰ | اولی هونس                 |  |     |
| MF          | ۱۱ | یوپ کاپلمان               |  |     |
| تعویض‌ها:    |    |                           |  |     |
| MF          | ۱۳ | فرد آربینگر               |  | '85 |
| سرمربی:     |    |                           |  |     |
| دتمار کرامر |    |                           |  |     |